# Семилужки
Семилу́жки (рос. Семилужки) — село у складі Томського району Томської області, Росія. Входить до складу Воронинського сільського поселення.

## Населення
Населення — 1017 осіб (2010; 1006 у 2002).
Національний склад (станом на 2002 рік):
- росіяни — 92 %